# Hedycryptus rufopetiolatus
Hedycryptus rufopetiolatus là một loài tò vò trong họ Ichneumonidae.